# Christopher Gerry
Pour les articles homonymes, voir Gerry.
Christopher Gerry, né le 28 janvier 1998 à Victoria sur l'île de Mahé, est un coureur cycliste seychellois.

## Biographie
En 2017, Christopher Gerry représente son pays aux championnats d’Afrique sur route et aux Jeux de la Francophonie. Il termine également troisième de la vitesse par équipes aux championnats d'Afrique sur piste, avec ses coéquipiers seychellois. 
Au printemps 2018, il se rend à Gold Coast en Australie pour participer aux Jeux du Commonwealth. 44e du contre-la-montre, il abandonne lors de la course en ligne.

## Palmarès sur route
- 2016
  - Regatta Cycling Race[6]
- 2017
  - Seychelles Road Race
  - 2e étape du Labour Tour
  - Two Stage Road Race[7]
- 2018
  - Mid-Year Tour

## Palmarès sur piste

### Championnats d'Afrique
- Durban 2017
  -  Médaillé de bronze de la vitesse par équipes